# Femurraptor dominicanus
Femurraptor
Genre
Espèce
Femurraptor dominicanus, unique représentant du genre Femurraptor, est une espèce fossile d'araignées aranéomorphes de la famille des Theridiidae.

## Distribution
Cette espèce a été découverte dans de l'ambre de la République dominicaine. Elle date du Néogène.

## Publication originale
- (en) Jörg Wunderlich, Some fossil spiders in Dominican amber (Araneae: Hersiliidae, Theridiidae, Gnaphosidae). Beiträge zur Araneologie, vol. 6, p. 461–471., 2011.